# 拉爾古鄉
44°58′30″N 27°8′40″E / 44.97500°N 27.14444°E
拉爾古鄉（羅馬尼亞語：Comuna Largu, Buzău），是羅馬尼亞的鄉份，位於該國東南部，由布澤烏縣負責管轄，面積42平方公里，海拔高度54米，2007年人口1,719，人口密度每平方公里41人。